# Ogygès
Dans la mythologie grecque, Ogygès (en grec ancien Ὠγύγης, Ốgúgês) ou Ogygos (Ὤγυγος, Ốgugos) est le premier roi mythique de Béotie (ou, chez certains auteurs, d'Attique) et fondateur de Thèbes. Les Béotiens voyaient en lui le créateur de l'humanité.

## Étymologie
Quoique les connaissances sur ce sujet soient incertaines, le nom Ogyges peut être rapproché du grec Okeanos (Ὠκεανός), le Titan personnifiant le grand océan. Le terme grec Ogygios (Ὠγύγιος), qui veut dire Ogygien, finit par signifier « primordial », « très ancien », voire « gigantesque ».

## Mythologie
La fille d'Ogygès, Alalcoménie est l'héroïne éponyme d'Alalcomènes en Béotie.
Selon Flavius Josèphe, le nom d'Ogygès fut donné à un très vieil arbre – un térébinthe ou un chêne – d'Hébron.

## Le déluge d'Ogygès
Les auteurs anciens plaçaient sous son règne le déluge primordial, antérieur au déluge de Deucalion.